# Varis Krūmiņš
Varis Krūmiņš, né le 23 mai 1931 à Riga en Lettonie et mort le 24 juillet 2004 dans la même ville, est un réalisateur et scénariste letton principalement spécialisé dans le tournage des films documentaires,.

## Fictions
- 1956 : Causes et conséquences/Cēloņi un sekas (court-métrage)
- 1957 : Fils du pêcheur (Zvejnieka dēls)
- 1959 : Écho/Atbalss
- 1971 : Héritiers du chemin de guerre/Kara ceļa mantinieki (réalisateur, scénariste)

## Documentaires
- 1963 : Ne tikai cirst
- 1964 : Rudens balāde
- 1964 : Lidmašīna un cilvēki
- 1965 : Plūsmas metodes ražas novākšanā
- 1965 : Labsajūtas radītāji
- 1965 : Sarkani vakari
- 1966 : Jānis Rozentāls
- 1966 : Balti bērzi aiz ezera (réalisateur, scénariste)
- 1970 : Dzejniece (réalisateur, scénariste)
- 1973 : Pirmais virspavēlnieks
- 1973 : Līdumnieks
- 1974 : Par lauksaimniecības objektu noturību
- 1974 : Gatavoties miera laikā
- 1975 : Saules ritmi
- 1977 : Aizsardzība pret bakterioloģiskajiem ieročiem
- 1977 : Otrā jaunība
- 1978 : Valsts - bērniem (réalisateur, scénariste)